# Crash (Band)
Crash ist eine südkoreanische Metal-Band aus Seoul, die im Jahr 1989 gegründet wurde.

## Geschichte
Die Band wurde im Jahr 1989 gegründet. Nachdem die Band einige Konzerte im Untergrund gespielt hatte, wurde im Jahr 1993 das Label Metal Force Records auf die Band aufmerksam, sodass die Band einen Vertrag bei diesem erreichte. Das Debütalbum Endless Supply of Pain folgte im Jahr 1994. Produziert wurde das Album von Colin Richardson. Das zweite Album To Be or Not To Be wurde von der Band selbst produziert. Nachdem das Album veröffentlicht worden war, trennte sich die Band von Metal Force Records und unterschrieb einen Vertrag bei Seoul Records. Danach begab sich die Band nach England, um in den Chapel Studios in Lincolnshire ihr drittes Album aufzunehmen. Experimental State of Fear wurde erneut von Colin Richardson produziert. In den folgenden drei Jahren pausierte die Band, wobei die Band währenddessen zum taiwanischen Label Rock Records wechselte, worüber im Jahr 2000 das Album Terminal Dream Flow erschien, das erneut von Colin Richardson produziert worden war. Im Jahr 2003 folgte mit The Massive Crush ein weiteres Album, das von der Band selbst produziert worden war. Das Album enthielt eine Coverversion des Liedes Acid Rain, im Original von D.R.I. Das Lied war vorher schon auf der D.R.I-Tribute-Kompilation We Don't Need Society in anderer Form zu hören. Im Jahr 2010 folgte mit The Paragon of Animals das nächste Album.

## Diskografie
- 1994: Endless Supply of Pain (Album, Metal Force Records)
- 1995: To Be or Not to Be (Album, Metal Force Records)
- 1997: Experimental State of Fear (Album, Seoul Records)
- 2000: Terminal Dream Flow (Album, Rock Records)
- 2003: The Massive Crush (Album, Sony Music Entertainment)
- 2010: The Paragon of Animals (Album, CJ Music)